# Мансанарес (река)
Мансана́рес (исп. Río Manzanares) — река в центральной части Испании, в провинции Мадрид. Длина реки — 92 км. Площадь водосборного бассейна — 1242 км².
Начинается из снежника Вентискеро-де-Кордеса в горах Сьерра-де-Гвадаррама. Течёт в общем юго-восточном направлении. Протекает через город Мадрид. Впадает в реку Харама — приток Тахо.
Средний расход воды после 1970 года — 2,05 м³/с.
В городе Мадрид вдоль реки расположен парк Линеаль, обустроенный в 2000 году
Река Мансанарес имеет большое историко-археологическое значение, являясь основной водной артерией Мадрида. Её бассейн был освоен уже неандертальцами. В римское время по берегам Мансанарес располагались виллы, пришедшие в упадок во время вестготского вторжения. В мусульманское время здесь располагались сторожевые башни. После реконкисты в бассейне Мансанареса располагались охотничьи угодья кастильских королей, а крепость дала начало Мадриду.
На реке возведён мост Толедо, признанный архитектурным памятником. Река изображена на многих картинах художника Франсиско Гойи.